# Léon Fabre de Llaro
Léon Fabre de Llaro (Perpinyà, 1830 - 1898) va ser un notari i historiador rossellonès.

## Biografia
A més d'exercir a Perpinyà d'advocat i posteriorment de notari (ja ho era el 1866), durant molts anys va ser administrador-director de la Caixa d'Estalvis de la capital del Rosselló, i també fou membre de la Comissió departamental de sericicultura. Estigué molt vinculat a la Société Agricole, Scientifique et Littéraire des Pyrénées-Orientales i hi fou arxiver durant vint-i-cinc anys (des del 1873 fins al seu traspàs a Perpinyà el 1898). A l'entitat també hi feu de secretari dels concursos literaris dels anys 1868, 1872 i 1891 i, tot i que el 1868 hi rebutjà una poesia perquè estava escrita en català
 el 1886 ja s'hi premià la poesia de Jacint Verdaguer  Els dos campanars i al concurs del 1891 s'hi habilità una secció específica per al català, encara que únicament en la variant rossellonesa.
Fabre de Llaro publicà ressenyes bibliogràfiques, memòries històriques i arqueològiques i biografies o necrologies de rossellonesos (com Francesc Boher, Julià Bernat Alart, Jean Baptiste Alzine o Antoine Tastu). Els seus treballs històrics li valgueren les distincions d'oficial d'Acadèmia (1880) i d'oficial d'Instrucció Pública.
Es casà amb Pauline Aragon el 1872 i tingueren dos fills: André (nascut el 1875) i Marie Thérèse (1878-1972)

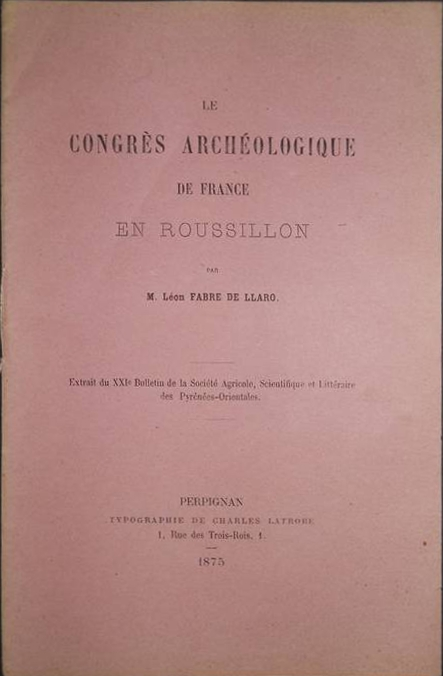
Coberta de l'edició en extret de Le congrès archéologique de France en Roussillon (1875)

## Obres
- «Un chapitre curieux de l'histoire des beaux-arts en Roussillon: Biographie de Boher». Bulletin de la Société Agricole, Scientifique et Littéraire des Pyrénées-Orientales, vol. 23, 1878, pàg. 285-300.
- «Le congrès archéologique de France en Roussillon». Bulletin de la Société Agricole, Scientifique et Littéraire des Pyrénées-Orientales, vol. 21, 1874, pàg. 455-474.
- «Discours prononcé au convoi funèbre de M. Antoine Tastu, Inspecteur-général honoraire des Ponts et Chaussées». Bulletin de la Société Agricole, Scientifique et Littéraire des Pyrénées-Orientales, vol. 26, 1884, pàg. 356-358.
- «Discours prononcé aux funérailles de M. Alzine, Membre fondateur de la Société». Bulletin de la Société Agricole, Scientifique et Littéraire des Pyrénées-Orientales, vol. 26, 1884, pàg. 353-355.
- Discours prononcé par M. Fabre de Llaro,... sur la tombe de M. Bernard Alart,..le jeudi 5 février 1880.  Prades: imp. de Larrieu, 1880.
  -  «Nécrologie [text del discurs]». Bulletin de la Société Agricole, Scientifique et Littéraire des Pyrénées-Orientales, vol. 24, 1880, pàg. 377-381.
- «Discours prononcé sur la tombe de M. Siau, Ancien Trésorier de la Société». Bulletin de la Société Agricole, Scientifique et Littéraire des Pyrénées-Orientales, vol. 26, 1884, pàg. 348-352.
- «Lettre a M. Camp sur ses poésies nationales». Bulletin de la Société Agricole, Scientifique et Littéraire des Pyrénées-Orientales, vol. 20, 1873, pàg. 353-362.
- Obsèques de M. Alart, archiviste du département des Pyrénées-Orientales, décédé à Vinça le 5 février 1880. Discours prononcé au cimetière par M. Léon Fabre de Llaro, au nom de la "Société agricole, scientifique et littéraire" du département.  Toulouse: Impr. de l'Indépendant, 1880.
- «Rapport sur le concours de poésie et d'histoire». Bulletin de la Société Agricole, Scientifique et Littéraire des Pyrénées-Orientales, vol. 17, 1868, pàg. 35-60.
- «Rapport sur le dernier concours de poésie et d'histoire». Bulletin de la Société Agricole, Scientifique et Littéraire des Pyrénées-Orientales, vol. 19, 1872, pàg. 361-388.
- «Rapport sur le concours littéraire de 1891». Bulletin de la Société Agricole, Scientifique et Littéraire des Pyrénées-Orientales, vol. 33, 1892, pàg. 35-46.
- «Résumé des travaux de la section des lettres et arts libéraux du mois de novembre 1867 au mois d'avril 1868». Bulletin de la Société Agricole, Scientifique et Littéraire des Pyrénées-Orientales, vol. 16, 1868, pàg. 309-317.